# DreadOut 2
DreadOut 2 — компьютерная игра в жанре survival horror разработанная и изданная Digital Happiness. Релиз состоялся 21 февраля 2020 для Windows.

## Игровой процесс
DreadOut 2 — компьютерная игра в жанре survival horror. Как и в предыдущих играх серии игрок берёт на себя роль девушки по имени Линда, которой предстоит сопротивляться различным духам, методы борьбы с которыми либо благодаря камере смартфона, либо с помощью оружия ближнего боя, на локациях помимо духов можно и встретить обычных NPC, которые дают главной героине различные квесты.

## Сюжет
Действие игры происходит через некоторое время после событий первой игры. Линда снова адаптировалась к своей обычной жизни, но странное зло начинает опять преследовать её.

## Разработка и выпуск
DreadOut 2 была анонсирована 21 сентября 2018. 15 августа 2019 разработчики на своём YouTube канале выложили геймплейный трейлер игры. 10 февраля 2020 разработчики выпустили трейлер, в котором назначили дату выпуска игры на 20 февраля 2020. Релиз состоялся на 21 февраля 2020 на Windows. В июне 2022 разработчики и издатель Digerati объявили что проект также будет выпущен на Xbox One и Xbox Series X/S — 15 июля 2022 и на PlayStation 4 и PlayStation 5 — 20 июля 2022. Релиз игры на консоли состоялся в запланированные даты.

## Восприятие
| Иноязычные издания    | Иноязычные издания |
| Издание               | Оценка             |
| --------------------- | ------------------ |
| SomHráč.sk            | 70 %               |
| WayTooManyGames       | 5,5/10             |
| Spazio Games          | 6,4/10             |
| Somos Xbox            | 3,5/5              |
| Русскоязычные издания |                    |
| Издание               | Оценка             |
| Stratege              | 70                 |

Российский сайт Stratege посоветовал проект любителям «азиатских фильмов ужасов».
Словацкий сайт SomHráč.sk высоко оценил оригинальное окружение и монстров, атмосферу ужаса и необычную игровую механику однако противопоставил всем плюсам ненастроенную оптимизацию, баги и отсутствие нормального дубляжа.

WayTooManyGames посоветовал для начала посетить оригинальную игру, прежде чем играть в продолжение.